# Georgia Gibbs
Georgia Gibbs (ur. 17 sierpnia 1919, zm. 9 grudnia 2006) – amerykańska piosenkarka.

## Wyróżnienia
Posiada swoją gwiazdę na Hollywoodzkiej Alei Gwiazd.